# Parachionomyces acroconidiellinae
Parachionomyces acroconidiellinae är en svampart som beskrevs av Thaung 1979. Parachionomyces acroconidiellinae ingår i släktet Parachionomyces, divisionen sporsäcksvampar och riket svampar.   Inga underarter finns listade i Catalogue of Life.